# Feminnem
Feminnem was een meidengroep bestaande uit Pamela Ramljak (°1979 in Čapljina), Neda Parmać (°1985 in Ploče) en Nika Antolos (°1985 in Rijeka). Nika kwam er in 2007 bij en verving Ivana Marić (°1982 in Čapljina) die besloot de groep te verlaten om een solocarrière op te bouwen.
Ivana en Pamela zijn Kroaten uit Bosnië en Herzegovina.
De groep werd gevormd in 2004 en had 1 hit Volim te mrzim te. Een jaar later wonnen ze BH Eurosong en mochten zo naar het Eurovisiesongfestival om Bosnië te vertegenwoordigen met het lied Zovi dat voor de gelegenheid in het Engels zou gebracht worden als Call me. Het lied had een hoog Zweeds gehalte en kreeg uit dat land dan ook hoge punten. Ze eindigden als 14de waardoor het land in 2006 eerst de halve finale moest passeren. In 2007 nam de groep deel aan Dora 2007, het nationale songfestival van Kroatië, waar ze negende werden. De meiden namen ook deel aan Dora 2009 toen werden ze derde.
In 2010 namen de meiden weer deel aan Dora en dit keer met succes: ze wonnen met het liedje Lako je sve. Het lied kreeg van zowel de jury als van het publiek het maximumaantal punten.
Maar in de 2de halve finale sneuvelde de groep ze gingen dus niet naar de finale.
Op 21 februari 2012 maakten de dames bekend dat de groep uit elkaar gaat en dat ze alle drie met een solocarrière zullen beginnen.
1993: Fazla · 
1994: Alma & Dejan · 
1995: Davor Popović · 
1996: Amila Glamočak · 
1997: Alma Čardžić · 
1999: Dino & Béatrice · 
2001: Nino Pršeš · 
2002: Maja Tatić · 
2003: Mija Martina · 
2004: Deen · 
2005: Feminnem · 
2006: Hari Mata Hari · 
2007: Marija Šestić · 
2008: Laka · 
2009: Regina · 
2010: Vukašin Brajić · 
2011: Dino Merlin · 
2012: Maya Sar · 
2016: Dalal & Deen feat. Ana Rucner & Jala
1993: Put · 
1994: Tony Cetinski · 
1995: Magazin & Lidija · 
1996: Maja Blagdan · 
1997: ENI · 
1998: Danijela · 
1999: Doris Dragović · 
2000: Goran Karan · 
2001: Vanna · 
2002: Vesna Pisarović · 
2003: Claudia Beni · 
2004: Ivan Mikulić · 
2005: Boris Novković · 
2006: Severina · 
2007: Dragonfly feat. Dado Topić · 
2008: Kraljevi Ulice & 75 Cents · 
2009: Igor Cukrov feat. Andrea Šušnjara · 
2010: Feminnem · 
2011: Daria Kinzer · 
2012: Nina Badrić · 
2013: Klapa s Mora · 
2016: Nina Kraljić · 
2017: Jacques Houdek · 
2018: Franka Batelić · 
2019: Roko · 
2021: Albina Grčić · 
2022: Mia Dimšić · 
2023: Let 3 · 
2024: Baby Lasagna · 
2025: Marko Bošnjak